# 奧魯里略區
奧魯里略區（西班牙語：Distrito de Orurillo），是秘魯的一個區，位於該國東南部普諾大區的梅爾加省，面積379.05平方公里，海拔高度3,890米，2005年人口11,449，人口密度每平方公里30人。